# Mukani, Radehiv
Mukani (în ucraineană Мукані) este un sat în comuna Seredpilți din raionul Radehiv, regiunea Liov, Ucraina.

## Demografie
Componența lingvistică a localității Mukani
     Ucraineană (100%)
Conform recensământului din 2001, toată populația localității Mukani era vorbitoare de ucraineană (100%).